# جواد دانش‌آرا
جواد دانش‌آرا (متولد ۱۳۵۰) مترجم و زبان‌شناس ایرانی است.

## نقد ترجمه
مهدی امیرخانلو معتقد است ترجمهٔ دانش‌آرا از سرزمین بی‌حاصل بر خلاف کارِ دو مترجم قبلی (بهمن شعله‌ور و محمد مسعودی) «بوی ترجمه نمی‌دهد» و «لباسی فاخر بر تن عریان شعر» پوشانده‌است.
علی ثباتی نیز ترجمهٔ دانش‌آرا را از سایر ترجمه‌ها برتر می‌داند.

## آثار
- چهار کوارتت، تی اس الیوت، جواد دانش‌آرا (مترجم)، تهران: نیلوفر (نامزد جایزهٔ کتاب سال)[۷]
- سرزمین بی‌حاصل، تی اس الیوت، جواد دانش‌آرا (مترجم)، تهران: نیلوفر
- گربه‌های اهل عمل، تی اس الیوت، جواد دانش‌آرا (مترجم)، تهران: نیلوفر
- معمای الیوت، استیو الیس، جواد دانش‌آرا (مترجم)، تهران: نیلوفر
- افسانه‌های مردم آفریقا، کتلین آرنوت، جواد علافچی (مترجم)، تهران: هرمس
- پیش از تاریخ، کریس گاسدن، جواد دانش‌آرا (مترجم)، تهران: فرهنگ معاصر
- آموزه و آیین زردشت: سه گفتار در گاهان‌پژوهی، ایلیا گرشویچ، جواد دانش‌آرا و منیژه اذکایی (مترجم)، تهران: ثالث
- تفکر انسان‌شناسانه: راهنمایی کاربردی برای دانشجویان، فیلیپ کارل سالزمن و پاتریشیا سی. رایس، جواد دانش‌آرا (مترجم)، تهران: سمت